# هورشام، ویکتوریا
هورشام (به انگلیسی: Horsham) یک منطقهٔ مسکونی در استرالیا است که در ویکتوریا (استرالیا) واقع شده‌است.